# 萊肯山
73°18′S 162°0′E / 73.300°S 162.000°E
萊肯山是南極洲的山峰，位於維多利亞地的彭內爾海岸，是雷尼克冰川上游的西側，處於科達爾山以南4公里，由新西蘭探險隊命名。